# جمعية لاوس الوطنية
جمعية لاوس الوطنية (بالإنجليزية: National Assembly)‏ هي الهيئة التشريعية في لاوس، وتتكون من 164 مقعداً.